# Кеннельбах
Кеннельбах (нем. Kennelbach) — коммуна (нем. Gemeinde) в Австрии, в федеральной земле Форарльберг. 
Входит в состав округа Брегенц.  Площадь общины составляет 3,20 км², население — 1885 человек (1 января 2021), плотность населения — 606 чел./км². Официальный код  —  80220.

## Население
| Год  | Численность |
| ---- | ----------- |
| 1869 | 563         |
| 1889 | 689         |
| 1890 | 877         |
| 1900 | 1193        |
| 1910 | 1446        |
| 1923 | 1190        |
| 1934 | 1274        |
| 1939 | 1252        |
| 1951 | 1505        |
| 1961 | 1870        |
| 1971 | 2129        |
| 1981 | 2094        |
| 1991 | 2128        |
| 2001 | 1961        |
| 2011 | 1884        |
| 2021 | 1885        |

## Политическая ситуация
Бургомистр коммуны — Райнхард Хагспиль по результатам выборов 2005 года.
Совет представителей коммуны (нем. Gemeinderat) состоит из 21 места.
- АНП занимает 14 мест.
- СДПА занимает 5 мест.
- АПС занимает 2 места.